# ISO 23950
La norme ANSI/NISO Z39.50 (ISO 23950) est une norme de recherche d'information d'origine américaine. Elle a été publiée en 1998.
Elle est disponible en français et en anglais.
Son intitulé est « Information and documentation - Information retrieval (Z39.50) - Application service definition and protocol specification » en anglais,  « Information et documentation - Recherche d'information (Z39.50) - Définition du service de l'application et spécification du protocole », en français.
La norme ISO 23950 est reconnue au sein du consortium W3C et repose sur le Dublin Core.
Elle comporte 154 pages.

## Historique
La norme Z39.50 trouve son origine dans un protocole proposé en 1984 pour une utilisation bibliographique.
La Bibliothèque du Congrès a été mandatée pour réviser le protocole, ce qui a donné la norme Z39.50-1988.
En 1989 a été créée une agence de maintenance de la norme Z39.50, qui a étudié sa compatibilité avec les normes ISO 10162/10163 (Search and retrieve).
En 1992, une version 2 du protocole a donné la norme Z39.50-1992.
En 1995, les versions 2 et 3 du protocole ont été regroupées dans la norme Z39.50-1995, qui a été adoptée selon une procédure spéciale par voie expresse par le comité technique ISO/TC 46, Information et documentation.
Le protocole a été employé dans le cadre des projets Y2K :
ILSR Vendor Survey Z39.50/Y2K

## Description
La norme décrit les formats et procédures régissant l'échange de messages entre un client et un serveur, sur des ordinateurs différents, mais ne s'intéresse pas à l'interaction entre le client et l'utilisateur.
Il existe deux étapes :
- la recherche,
- le transfert.

La norme définit l'ensemble des entités manipulées. Par exemple : object identifier, élément, identificateur d'un ensemble d'attributs, etc.